# Christel Bettinger
Christel Bettinger, geboren im 20. Jahrhundert, ist eine deutsche Behindertensportlerin.

## Werdegang
Christel Bettinger ist schwerbehindert. Auf Grund ihrer stark eingeschränkten Sehfähigkeit kann sie nur bedingt an sportlichen Betätigungen teilnehmen. Da sie aber unbedingt Sport treiben wollte und dies vor allem in Gemeinschaft mit anderen behinderten Frauen anstrebte, wählte sie als Sportdisziplin den Goalball. Ihre Leistungen in dieser Sportart waren bald so gut, dass sie in die deutsche Nationalmannschaft berufen wurde. Mit dieser Mannschaft nahm sie an den Paralympischen Sommerspielen 1996 in Atlanta teil. Die deutsche Mannschaft in der Besetzung Christel Bettinger, Edda Ewert, Christine Krause, Gudula Demmelhuber, Cornelia Dietz und Martina Bethke kam mit ihr ins Endspiel, in dem sie die finnische Mannschaft besiegte und so Olympiasieger und Gewinner der Goldmedaille wurden.
Für diesen Erfolg wurde sie – zusammen mit der Mannschaft – vom Bundespräsidenten mit dem Silbernen Lorbeerblatt ausgezeichnet.